# Mustangs de Billings
Les Mustangs de Billings (Billings Mustangs en anglais) sont un club professionnel de baseball mineur, de niveau recrue avancé, évoluant en Ligue Pioneer et basé à Billings, ville de l'État du Montana, aux États-Unis. Le club est affilié depuis 1974 aux Reds de Cincinnati, franchise des ligues majeures de baseball dont les Mustangs constituent un club-école.
Les Mustangs jouent leurs matchs à domicile au Dehler Park.